# Minimum Vital
Minimum Vital ist eine 1982 gegründete französische Progressive-Rock-Band der Gebrüder Thierry und Jean Luc Payssan aus Bègles bei Bordeaux.

## Geschichte
Mit 16 Jahren machten die Brüder Thierry und Jean Luc Payssan 1980 ihre ersten Amateuraufnahmen von Poptiteln der 1960er Jahre unter dem Bandnamen Rocking Chair, aus denen sie später unter dem Bandnamen Survival  die Langspielplatte Origi Redux produzierten. Zusammen mit Eric Rebeyrol (Bass) und François Péron (Schlagzeug) gründeten sie 1982 die Gruppe Concept, doch bereits auf dem ersten Konzert im September 1983 verließ Péron die Band, und an seine Stelle trat Antoine Fillon ein. 1984 stieß die Flötistin Anne Colas zur Band, mit der sie einen Wettbewerb in Mimizan gewannen, dessen erster Preis die Aufnahme einer Single im Tonstudio Carat in Bordeaux war. Der Tontechniker Philippe Ravon schlug vor, statt der Single gleich eine ganze LP aufzunehmen, jedoch gelang es dem Studio nicht, ein Plattenlabel für das Album zu gewinnen und eine Veröffentlichung der LP in Eigenregie konnte es nicht finanzieren. Stattdessen brachte die Gruppe das Album Envol Triangles 1985 als Kompaktkassette in einer Auflage von 500 Stück heraus. Mit dieser Veröffentlichung änderte die Gruppe ihren Namen in Minimum Vital da es eine Band namens Concept bereits gab. Nachdem Schlagzeuger Antoine Fillon und Anne Colas die Gruppe verließen, folgte Christophe Godet als Schlagzeuger.
1988 veröffentlichte Minimum Vital die LP Les Saisons Marines auf dem von Bernard Gueffier und Francis Grosse gegründeten Plattenlabel Musea. 1990 erschien mit dem in Château-l’Évêque aufgenommenen Album Sarabandes die erste CD-Veröffentlichung der Band und 1992 wurden die ersten beiden Envol Triangles und Les Saisons Marines auf einer CD herausgegeben. Auf dem im gleichen Jahr erschienenen Album La Source steuerten Payssan-Brüder mehr Gesangsparts bei als auf früheren Alben, hier wurden sie von dem Sänger Jaky Whitren unterstützt. Zum fünften Album Esprit d'Amor war der Sänger Jean Baptiste Ferracci 1996 zu Minimum Vital dazugestoßen. 1998 starteten Thierry und Jean Luc Payssan das Nebenprojekt Vital Duo mit dem sie 2001 das Album Ex Tempore veröffentlichten. Im gleichen Jahr weihten sie auch ihr eigenes Tonstudio Vital Musique ein.
Das sechste Album Atlas brachten Minimum Viral im Jahr 2004 heraus. Nach dem Weggang Charly Bernas übernahm Didier Ottaviani das Schlagzeug, doch befand sich die Gruppe zu Zeitpunkt praktisch schon in der Auflösung. In den folgenden Jahren arbeiteten die Brüder Payssan als Vital Duo weiter. 2005 gab Jean Luc Payssan sein Soloalbum Pierrots & Arlequins heraus, und die beiden Brüder und Eric Rebeyrol beschlossen, Minimum Vital als Trio, ohne Schlagzeuger, weiterzuführen. 2009 folgte das Album Capitaines.
Die Bandmitglieder sind keine Vollzeitmusiker, weswegen es in der Bandgeschichte wiederholt längere Phasen ohne Tourneen oder Veröffentlichungen gab. Thierry ist Architekt, Jean Luc Payssan Bibliothekar und Eric Rebeyrol arbeitet als Systemadministrator an einer Schule. 2011 veröffentlichte Thierry Payssan sein Soloalbum Dans la Maison Vide.
2016 folgte das Album Pavanes, 2018 kehrte Charly Berna am Schlagzeug zu Minimal Vital zurück und 2019 erschien Air Caravan.

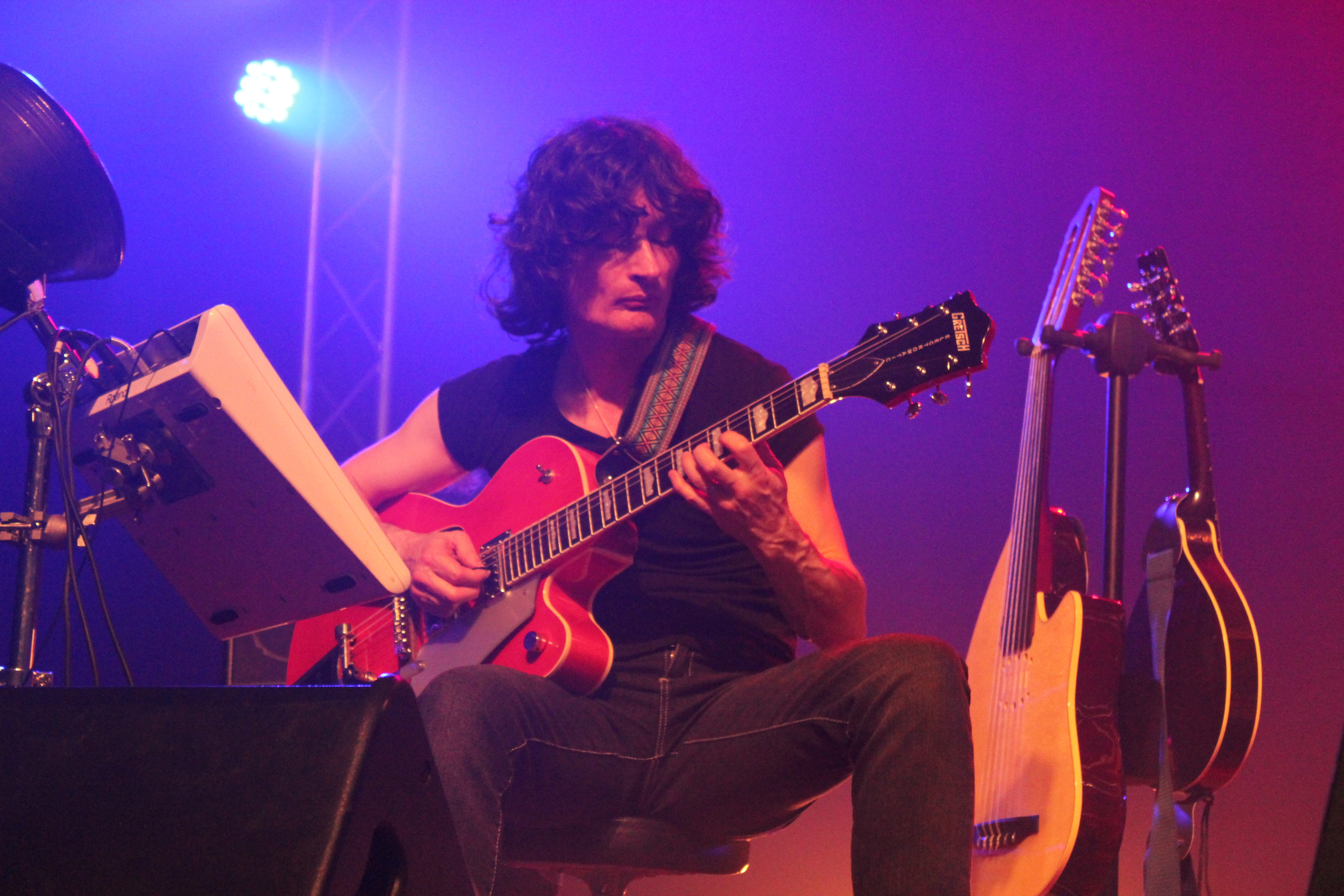
Jean-Luc Payssan (2014)
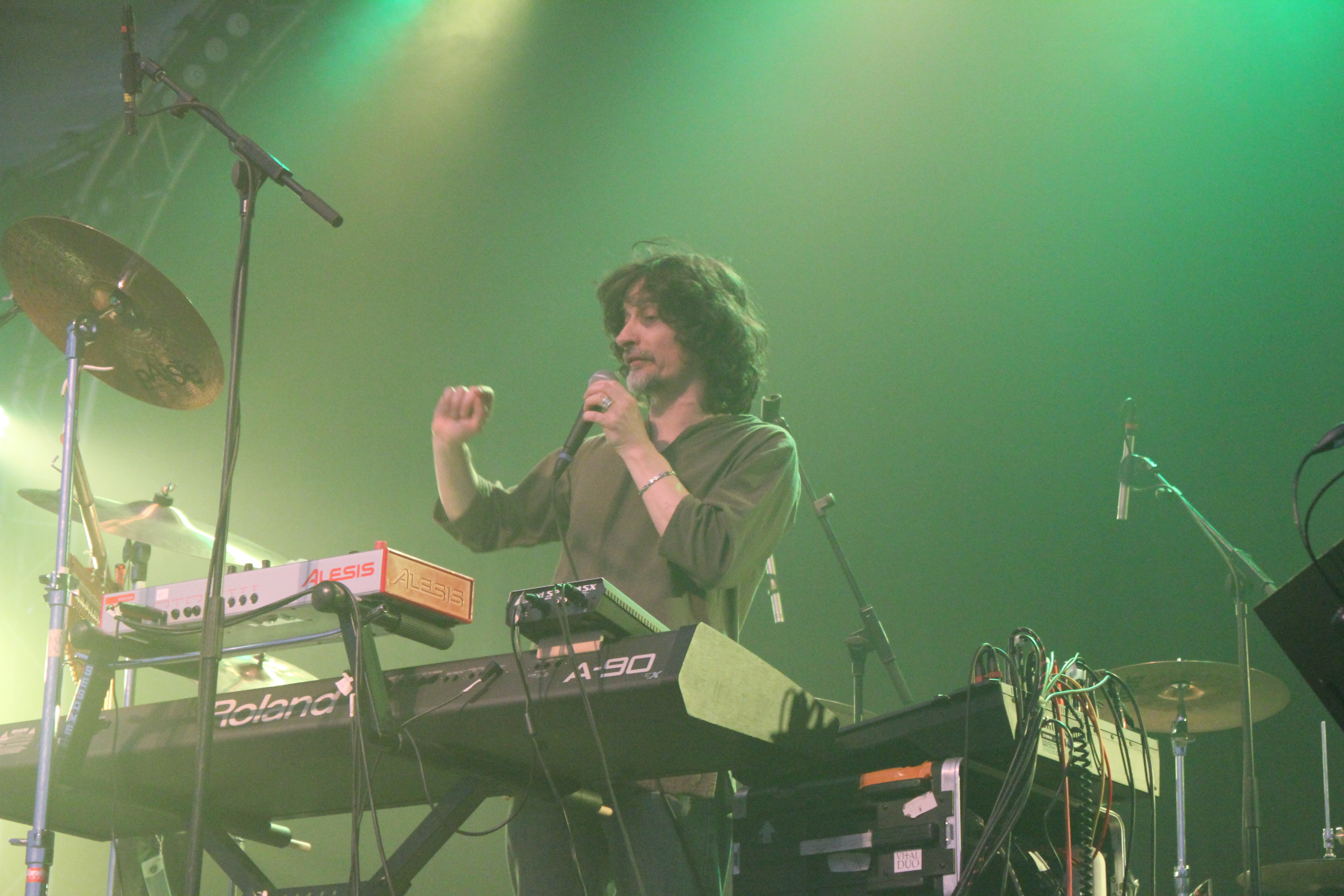
Thierry Payssan (2014)
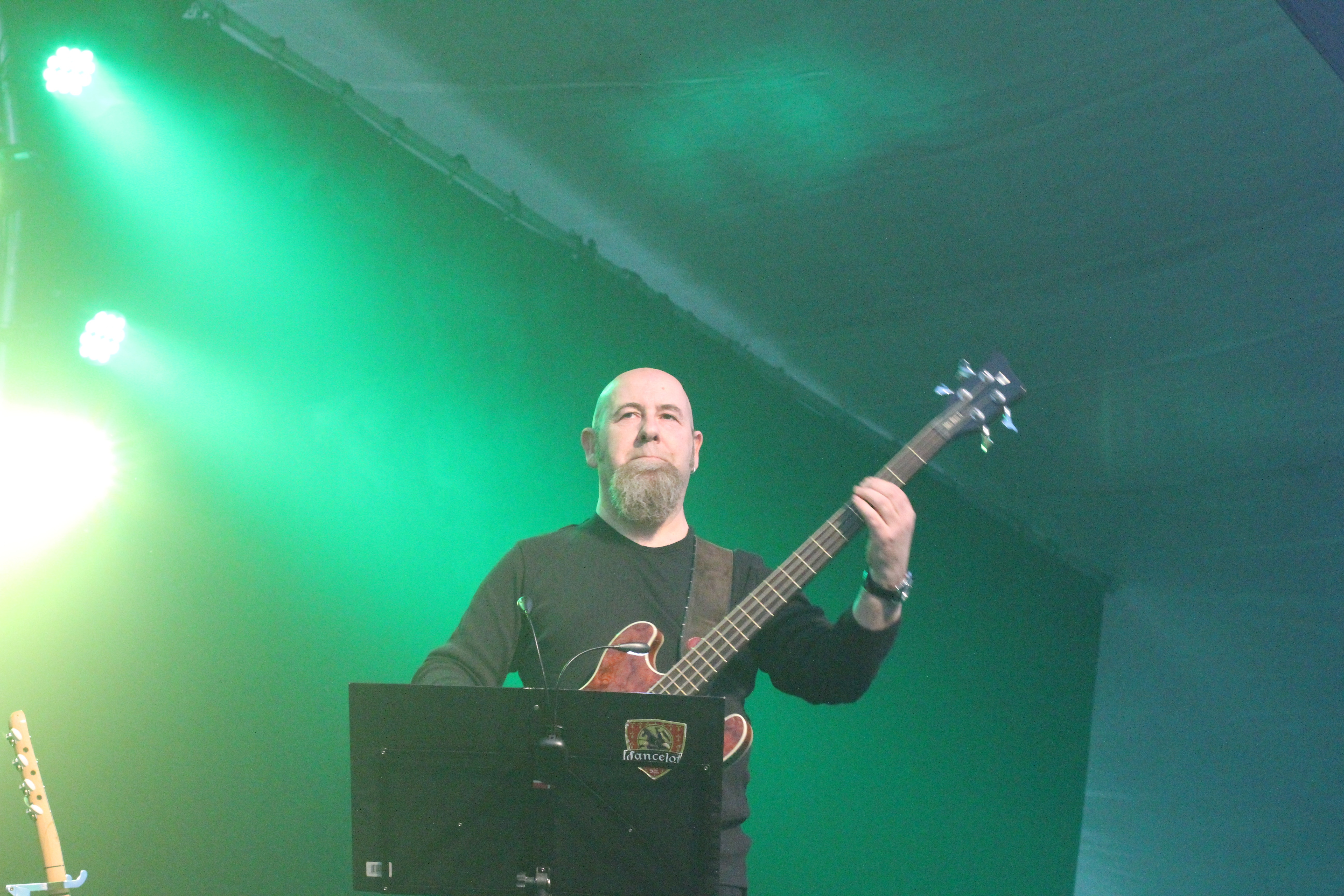
Eric Rebeyrol (2014)

## Stil
Der Musikstil von Minimum Vital ist vor allem instrumental mit Einflüssen aus Jazzrock und Folkmusik, kombiniert mit modernen Elementen. Die Stücke enthalten virtuose Harmonien und Rhythmen, begleitet von üppigen Gesangstexturen, die an Art-Rock und Yes anklingen. Daneben finden sich Stilelemente traditioneller südeuropäischer sowie aus der mittelalterlichen und frühneuzeitlichen Musik. Auch wenn die Band ihren Stil über die Jahrzehnte verändert hatte, ist dem klassischen Progressive Rock treu geblieben. Gesangsparts werden teils auf Französisch oder als Mischung aus verschiedenen Sprachen gesungen, einige Songs enthalten lediglich zur Musik passende bedeutungsvolle Worte oder Silben, und einige wenige Titel sind in Englisch gesungen.

## Rezeption
In den Newslettern des ehemaligen Progressive-Rock-Portal BetreutesProggen beschreibt der Rezensent unter dem Pseudonym El Supremo den Musikstil von Minimum Vital als „melodischen Prog[gressive Rock] ohne ins Seichte oder Klischeehafte abzugleiten, was ja erfahrungsgemäß recht schwierig ist“, er hält die Gruppe für „eine der besten französischen Bands, die man mal gehört haben sollte“. Für Kristian Selm ist sie die bekannteste aktuelle französische Progressive Band der Neuzeit, und hält sie neben Christian Décamps und den wiederbelebten Magma derzeit (1999) Frankreichs führende Kraft im Progressive Rock.

## Diskografie
Studioalben
- 1986: Envol Triangles (Musikkassette)
- 1988: Les Saisons Marines
- 1990: Sarabandes
- 1992: La Source – Huit Chants de Lumière
- 1997: Esprit d'Amor
- 2004: Atlas
- 2009: Capitaines
- 2016: Pavanes
- 2019: Air caravan

Livealben
- 1998: Au cercle de pierre
- 2021: Minnuendö: Live 2021

Kompilationen
- 1992: Envol Triangles - Les Saisons Marines (Wiederveröffentlichung der beiden ersten Alben)

Singles und EPs
- 1993: Danse Des Voeux

Videoalben
- 1995: Les Mondes De Worlds Of Minimum Vital (VHS)
- 2012: Chapitre 3
- 2013: Au Cercle De Pierre" & Autres Archives Live
- 2016: Connexions
- 2024: MINIMUM VITAL au festival Crescendo 2023

### Nebenprojekte
Vital Duo
- 2001: Ex tempore
- 2002: Le Jardin Hors du Temps (DVD)

Jean-Luc Payssan
- 2005: Pierrots et Arlequins

Thierry Payssan
- 2011: Dans la Maison Vide